# Keude Birem
Keude Birem is een bestuurslaag in het regentschap Aceh Timur van de provincie Atjeh, Indonesië. Keude Birem telt 1326 inwoners (volkstelling 2010).